# Gudja United FC
Gudja United Football Club (obecně známý jako Gudja United) je maltský fotbalový klub sídlící v Gudje. Soutěží v Maltese Premier League, nejvyšší úrovni maltského fotbalu.